# Pozitivna Slovenija
Pozitivna Slovenija (česky Pozitivní Slovinsko) byla slovinská středo-levá politická strana.

## Vývoj strany
Poté, co na podzim 2011 padla Pahorova vláda, oznámil tehdejší župan městské občiny Lublaň Zoran Janković, že se bude ucházet o funkci premiéra. Dne 22. října 2011, na páté výročí Jankovićova prvního zvolení do funkce župana, se uskutečnil ustavující kongres nové politické strany – Lista Zorana Jankovića – Pozitivna Slovenija.
V předčasných volbách v prosinci 2011 strana zvítězila, když získala přes 311 tisíc hlasů (28,55 %) a 28 mandátů ve Státním shromáždění. Po volbách však strana zůstala v opozici vůči Druhé vládě Janeze Janši. V souvislosti s tím se rozhodl Zoran Jankovič opětovně kandidovat na post župana Lublaně a uspěl.
Na přelomu roků 2012 a 2013 zasáhla Slovinsko řada korupčních skandálů, která postihla jak premiéra Janeze Janšu, tak i Zorana Jankoviče. Ten tak odstoupil z funkce župana i z čela strany. Novou předsedkyní se stala Alenka Bratušeková, která se na konci února 2013 stala designovanou premiérkou poté, co byla vyslovena konstruktivní nedůvěra Janšově vládě. V březnu téhož roku došlo pod jejím vedením ke zformování kabinetu společně se Sociálními demokraty, Občanskou listinou a stranou DeSUS.
Na konci dubna 2014 však Bratušeková na sjezdu strany prohrála boj o křeslo předsedy se Zoranem Jankovičem. Následující den podala Bratušeková demisi a posléze stranu opustila a založila novou. Koaliční partneři Pozitivního Slovinska odmítli s Jankovičem spolupracovat a kabinet se tak rozpadl. V květnových volbách do Evropského parlamentu strana nezískala ani jeden mandát a v předčasných volbách, které se uskutečnily v červenci téhož roku, skončila strana se ziskem pouhých 2,8 % na osmém místě a nezískala žádné křeslo ve Státním shromáždění.

## Zástupci strany
- Zoran Janković, předseda, starosta Lublaně[6]